# Марко Алвір
Марко Алвір (хорв. Marko Alvir, нар. 19 квітня 1994, Загреб) — хорватський футболіст, півзахисник «Славії» (Прага).

## Клубна кар'єра
Займався футболом в академії «Динамо» з рідного Загреба, поки 2013 року не потрапив до кантери іспанського «Атлетіко Мадрид». У сезоні 2014/15 виступав за третю команду клубу у Терсері.
Влітку 2015 року, після розформування «Атлетіко Мадрид С», на правах вільного агента перейшов до словенського «Домжале», де провів наступні півтора року. 
1 січня 2017 року став гравцем празької «Славії», втім у новій команді не провів жодного матчу і на сезон 2017/18 був відданий в оренду назад у «Домжале».

## Виступи за збірні
Виступав у складі юнацьких збірних Хорватії до 17, 18 та 19 років, за які загалом провів 18 матчів, забивши 3 голи.

## Титули і досягнення
- Чемпіон Словенії (1):

«Марибор»: 2021-22